# Chamaeleo laevigatus
Chamaeleo laevigatus е вид влечуго от семейство Хамелеонови (Chamaeleonidae). Видът не е застрашен от изчезване.

## Разпространение
Разпространен е в Бурунди, Демократична република Конго, Етиопия, Замбия, Камерун, Кения, Руанда, Танзания, Уганда, Централноафриканска република, Чад и Южен Судан.